# 朝来市立梁濑中学校
朝来市立梁瀬中学校（日语：朝来市立梁瀬中学校）位于日本兵库县朝来市的公立中学校。

## 沿革
1947年（昭和22年）4月1日，梁濑町立梁濑中学校创立。
1948年（昭和23年）3月31日，粟鹿村立粟鹿中学校独立。梁濑町·与布土村组合立梁濑中学校。
1954年（昭和29年）3月31日，梁濑町之与布土村合并山东町，学校更名为山东町立梁濑中学校。
1958年（昭和33年）3月31日，粟鹿中学校统合。
2005年（平成17年）4月1日，朝来郡4町合并入朝来市，学校更名为“朝来市立梁濑中学校”。

## 设施
朝来市内、旧山东町地域。以下小学校区。
- 朝来市立梁濑小学校

## 关连项目
- 兵库县中学校一览